# أدلبرت ألثوز
أدلبرت ألثوز(نطق بالإنجليزية: Adelbert Althouse ؛ 1869 - 17 مايو 1954) هو نقيب (الولايات المتحدة) نقيب في البحرية الأمريكية شغل منصب حاكم غوام رقم 27 و29 ، وقبل تولي ألثوز هذا المنصب كان يعمل على سفن البحرية وشارك في كل من الحرب الإسبانية الأمريكية والحرب العالمية الأولى. وحصل ألثوز على وسام البحرية لدوره الكبير والفعال في قيادة سفينة يو إس إس بروكلين وتوليه رئاسة هيئة الأركان العامة التابعة للقائد العام ورئاسته لللأسطول الأمريكي في آسيا أثناء الحرب العالمية. وركز ألبرت - الحاكم - على إصلاح نظام التعليم في الجزيرة التي يحكمها. وصاغ نموذجًا جديدًا لنظام التعليم استوحاه من نظام التعليم المختلط الموجود في كاليفورنيا، ليس هذا فحسب بل حظر تحدث لغة الشامارو (Chamorro language) في المدارس، وذلك حرصًا منه على تحسين مهارات اللغة الإنجليزية لدى المواطنين من الأطفال. وبرزت أغلب جهودة الإصلاحية في الفترة الأولى من حكمه.

## الحياة والإرث
ولد ألثوز عام 1869 في إلينوي (Illinois. وتوفي في 17 من مايو 1954. وفي عام 1930 غيرت البحرية اسم المدرسة الغوامية إلى مدرسة أدلبرت ألثوز تكريمًا له.

## الحياة الوظيفية في البحرية
التحق ألثوز بالأكاديمية البحرية الأمريكية في 21 مايو 1887, وتخرج منها عام 1891. وتقلد رتبة ملازم بحري في الأول من يوليو عام 1893. وفي عام 1900 حصل على رتبة ملازم أول. وفي العام نفسه انتقل للعمل على متن سفينة يو إس إس نيو أورلينز.
وكان يوكل إلى ألثوز أثناء عمله ملازمًا مهمة الحراسة والتوزيع على متن سفينة يو إس إس ماساتشوستس. وفي تلك الأثناء شارك في الحرب الإسبانية الأمريكية. وفي عام 1901، انتدبته البحرية الأمريكية إلى سفينة يو إس إس كونستيلاشن. وعندما أصبح رائدًا بحريًا عمل ضابط ملاحة على متن يو إس إس فيرمونت.
وأثناء الحرب العالمية الأولى عمل ألثوز رئيسًا لهيئة الأركان العامة التابعة لرئيس أسطول الولايات المتحدة في آسيا وتولى قيادة يو إس إس بروكلين، وكان هذا سببًا في حصوله على وسام البحرية. وعندما أحيل إلى التقاعد كان قد وصل إلى رتبة نقيب.

## فترة توليه المناصب
قضى ألثوز فترتين في منصب حاكم غوام، بدأ أولاها في 7 فبراير 1922 وحتى 8 ديسمبر 1922. وفي أثناء تلك الفترة الأولى حصلت تغييرات جذرية في نظام التعليم في غوام. وسعيًا إلى توسيع دائرة الإلمام بالإنجليزية بين الأطفال المواطنين، حرق عددًا هائلاً من قواميس الشاموروية-الإنجليزية وحظر استخدام اللغة الشاموروية في الفصول والأفنية. وكانت الفصول مقسمة بصورة ختلطة نظرًا للنقص الشديد في عدد الفصول. وبنى ألثوز نظامه الجديد على النظام التعليمي المتبع في كاليفورنيا وطالب المعلمين بالالتزام الحرفي بالمناهج التعليمية. وكانت فترة رئاسته الثانية من 14 ديسمبر 1922 وحتى 4 أغسطس 1923.